# Notharctus tenebrosus
Notharctus tenebrosus är en tidig primat som levde under tidig eocen i Nordamerika för ungefär 54 - 38 miljoner år sen. 
Notharctus tenebrosus tillhör den utdöda infraordningen adapiformes (troligen närmast släkt med lemurer m.fl.). Den var en trädlevande primat som både kunde klättra och hoppa bra. 
Notharctus tenebrosus har ett antal primitiva funktionsdrag. Tandformeln hos tidiga företrädare var fortfarande 2-1-4-3 varje halva i käken två framtänder, en hörntand, fyra premolarer och tre molarer. Notharctus tenebrosus verkar vara ett mellanting mellan lemur och apa. Den levde på en ganska varierad kost på insekter frukt, blad och ägg. Dessa djur var lika stora som tamkatter.